# Szary półksiężyc

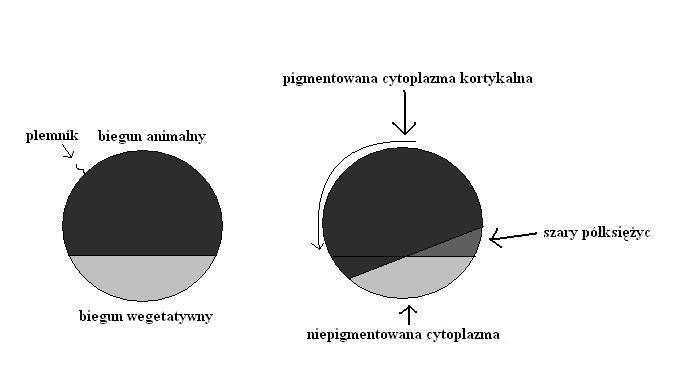

Szary półksiężyc (ang. grey crescent) – słabo pigmentowana strefa jaja płazów.
Szary półksiężyc powstaje po około godzinie od zapłodnienia w wyniku rotacji pigmentowanej cytoplazmy kortykalnej o 30 stopni w stosunku do cytoplazmy wewnętrznej o pośredniej pigmentacji. Rotacja odbywa się w kierunku miejsca wniknięcia plemnika. W wyniku przesunięcia pigmentowanej cytoplazmy części animalnej po jednej stronie jaja pojawia się przejrzysta, niepigmentowana cytoplazma części wegetatywnej, przez którą prześwituje cytoplazma wewnętrzna o słabej pigmentacji, widoczna jako szary półksiężyc. 
Szary półksiężyc wyznacza stronę grzbietową ciała zarodka. Jest również miejscem, w którym rozpoczyna się gastrulacja.